# Michiel Baud
Jan Michiel Baud ('s-Gravenhage, 1 december 1952) is een Nederlands historicus. Baud was als hoogleraar Latijns-Amerikastudies en directeur van het Centrum voor Studie en Documentatie van Latijns-Amerika (CEDLA) verbonden aan de Universiteit van Amsterdam.

## Familie
Baud werd geboren als lid van de adellijke tak van de familie Baud en als oudste zoon van mr. Alexander baron Baud (1920-2012) en jkvr. Margaretha Lucia van Suchtelen van de Haare (1926-2016) in een gezin met vijf kinderen; hij is een kleinzoon van hofdienaar mr. Jean Chrétien baron Baud (1893-1976).

## Leven en werk
Baud studeerde in 1982 af in de contemporaine geschiedenis aan de Rijksuniversiteit Groningen. Hij promoveerde in 1992 cum laude in de sociale wetenschappen aan de Universiteit Utrecht. Michiel Baud voerde zijn promotie-onderzoek uit in de Dominicaanse Republiek, waar hij de sociale geschiedenis van tabaksproducerende boeren in het noorden van het land onderzocht. Van 1995 tot 2000 was Michiel Baud werkzaam als hoogleraar Latijns-Amerikastudies aan de Universiteit Leiden en daarna, tot zijn emeritaat per december 2018, hoogleraar Latijns Amerikaanse studies aan de Universiteit van Amsterdam

In 2013 was Baud voorzitter van de commissie die onderzoek deed naar wetenschappelijk wangedrag van de antropoloog prof. dr. Mart Bax.

### Zorreguieta
Bij het grote publiek werd hij vooral bekend als de leider van een onderzoek naar de rol van Jorge Zorreguieta – de vader van Máxima – als staatssecretaris en minister tijdens het bewind van de Argentijnse dictator Jorge Videla. Het onderzoek, via een geheime opdracht van minister-president Wim Kok, had als conclusie dat Zorreguieta op de hoogte moet zijn geweest van deze gedwongen verdwijningen, maar dat het "praktisch uit te sluiten is" dat Zorreguieta in de periode van zijn regeringsdeelname "persoonlijk betrokken is geweest bij de repressie of schending van de mensenrechten".